# Suliskongen
Suliskongen est par son élévation le deuxième sommet du comté de Nordland (après l'Oksskolten) dans le Nord de la Norvège, près de la frontière suédoise. C'est le point culminant du massif de Sulitjelma, avec 1 908 m d'altitude, dominant le glacier de Sulitjelmaisen.